# 隱脂䲁
隱脂䲁（學名：Labrisomus conditus），為輻鰭魚綱䲁形目脂䲁科脂䲁屬的一個種，分布於西大西洋巴西費爾南多·迪諾羅尼亞群島海域，深度0至6公尺，本魚體壯，頭寬，吻鈍，眼大，每個眼睛上有一根短分枝狀觸鬚，頸背兩側有2叢或2叢以上分枝狀的觸鬚，這些觸鬚通常很短，口大略斜，側線至少68-73片，體灰、紅棕至深棕色，具4條不規則深色橫帶，橫帶間有較淺較短的橫帶，尾基部常有第五條橫帶，頭、體、背鰭、臀鰭和尾鰭上均有淡藍色圓點，體和背鰭上點綴著綠色斑點，另雄魚頭部灰、紅棕至深棕色，頰部有黃棕斑駁，下頦至胸部和腹部為黃棕色，鰓蓋橙色邊緣較明顯，背鰭內側顏色較深，外側顏色較淺，前部無深色斑點；雌魚藍色斑點較多，尤其在頭部和胸部，背鰭硬棘18枚、背鰭軟條12枚、臀鰭硬棘2枚、臀鰭軟條17-18枚，體長可達13.4公分，棲息在珊瑚礁礫石區，生活習性不明。